# Micrathyria dunklei
Micrathyria dunklei is een libellensoort uit de familie van de korenbouten (Libellulidae), onderorde echte libellen (Anisoptera).
De wetenschappelijke naam Micrathyria dunklei is voor het eerst geldig gepubliceerd in 1992 door Westfall.